# Estornell maragda
L'estornell maragda (Lamprotornis iris) és una espècie d'ocell de la família dels estúrnids (Sturnidae). Es troba a Costa d'Ivori, Guinea i Sierra Leone. El seu hàbitat el constitueixen les sabanes seques. El seu estat de conservació es considera de risc mínim.